# Заря Мира
Заря Мира — хутор в Лабинском районе Краснодарского края.
Входит в состав Лабинского городского поселения.

## География

### Улицы
- ул. Зелёная,
- ул. Луговая.

## Население
| 2002 | 2010 |
| ---- | ---- |
| 137  | ↘114 |